# Kennecott Utah Copper
Kennecott Copper Corporation (AAR oznaka KCCX) je ameriško podjetje, ki se ukvarja z izkopavanjem in predelavo bakrove rude.
Podjetje je bilo začelo delovati leta 1906. V času obstaja se je podjetje večkrat združilo, preimenovano oz. so jo prevzela druga podjetja. 
Med drugo svetovno vojno je podjetje postavilo več svetovnih rekordov v količini izkopane in predelane rude. Ob koncu vojne je podjetje pridelalo okoli 30 % vsega bakra za potrebe zaveznikov.